# Тёмное (Тульская область)
Тёмное (Темное) — деревня в составе Северного муниципального образования Чернского района Тульской области.

## Название
Происхождение названия неизвестно. В ревизской сказке 1782 года населённый пункт записан под названием «Тёмное», но период с 1790 по 1871 год на картах области деревня обозначалась как «Темная».

## География
Деревня расположена в южной части области на севере Чернского района в 4 километрах к северо-западу от Федеральной автомобильной дороги М-2 «Крым». В двух километрах к северу от Тёмного проходит железная дорога, связывающая Тулу с соседней Орловской областью (обслуживающая станция — «289 км»). Ближайшие населённые пункты — Слободка (с которой Тёмное связано грунтовой дорогой), посёлок Льва Толстого, Свободный и Малое Скуратово.
Местность изрезана довольно большими оврагами, холмы (на картах РККА 1941 года отмечены как Темненские высоты) высотой до 260 метров. В километре южнее протекает река Чернь. В пределах самой деревни находится небольшой (около 100 на 50 метров) пруд.

## История
Помещица Анна Степановна Мансурова, владевшая в конце XVIII века землями в Пятницком стане Чернского уезда Тульского наместничества, в 1773—1782 годах переселила своих крестьян во вновь образованную деревню Тёмное, название которой впервые упоминается в ревизской сказке 1782 года. Через 12 лет, 15 марта 1794 года, населённый пункт и все его жители отошли по купчей коллежскому советнику Алексею Александровичу Минину. Его потомки в 1890-х годах продали своё тульское имение, в состав которого входило и Тёмное, издателю Алексею Сергеевичу Суворину.
В 1896 году в деревне была открыта школа, в которой Закон Божий преподавался священником Николаем Гастевым, а другие предметы — крестьянином Фёдором Левшуковым.

## Население
Согласно переписи 2010 года в деревне проживает 8 человек (4 мужчины и 4 женщины).